# Station Dannes-Camiers
Station Dannes-Camiers is een spoorwegstation in de Franse gemeente Dannes.